# Moringua penni
Moringua penni är en fiskart som beskrevs av Schultz, 1953. Moringua penni ingår i släktet Moringua och familjen Moringuidae. Inga underarter finns listade i Catalogue of Life.